# Гірнича промисловість Естонії
Гірнича промисловість Естонії

## Загальна інформація
Гірнича пром-сть країни обмежена видобутком горючих сланців, торфу і будівельних матеріалів, включаючи глини, вапняки, пісок і гравій. Частка гірничої промисловості у ВВП становить 1% (на 1998-99 рр.). В ній зайнято 10 300 чол.

## Окремі галузі
Горючі сланці почали добувати в Естонії під час Першої світової війни. Обсяг їх видобутку до 1980 збільшився в 9 раз в порівнянні із 1950 (з 3,5 млн т на рік до 31,3 млн т), але до 2001 скоротився до 10 млн т. До середини 1970-х років Естонія стала найбільшим у світі виробником сланців, однак внаслідок низького рівня технології видобутку розробка їх родовищ супроводжувалася сильним забрудненням довкілля. Основний оператор сланцевої галузі в країні — Eesti Polevkivi.
Сланці використовуються в енергетичних цілях на ТЕС (80%) і в хімічній промисловості (20%). Глибина відкритої розробки 15-20 м, підземної — 20-60 м. Потужність пром. покладів 2-3 м. Експлуатація родов. ведеться в простих гірничо-геол. умовах. На шахтах у кінці XX ст. застосовується в осн. камерна система розробки з валовою виїмкою. Відбійка — буропідривним способом. При відкритій розробці виїмка частково селективна. Застосовують екскаватори, автосамоскиди. Збагачення — відсадкою і важкосередовищною сепарацією. Відходи збагачення частково використовуються для дорожнього будівництва, а сланцева зола електростанцій — в буд. індустрії та для вапнування кислих ґрунтів. Видобуток горючих сланців у кінці XX ст. (1998) становить 12-14 млн т/рік при запасах в надрах 3800 млн т. При цьому з екологічних міркувань до 2010 р. передбачається скорочення частки горючих сланців в балансі використання первинних енергоносіїв до 47-50% в порівнянні з 64% в 1997 р.
На території Естонії діє газопровід протяжністю понад 400 км, що зв'язує комбінат по виробленню сланцевого газу в Кохтла-Ярве з Таллінном, Тарту і іншими містами, а також з російською газопровідною мережею.
Торфова пром-сть розробляє бл. 400 родов. торфу (90-і роки). Торф використовують як паливо і добриво в сільському господарстві. Його частково брикетують. Торф для добрива добувають сільські господарства. Розробка ведеться в осн. фрезерним способом, рідше екскаваторами і бульдозерами. Підготовка фрезерних полів комплексно-механізована.
Фосфорити. Розробка фосфоритів ведеться на родов. Маарду відкритим способом. Потужність розкриву 10-30 м, пласта фосфоритів 0,8-1,0 м. Відбійка — буропідривним способом, виїмка — екскаваторами-мехлопатами і драґлайнами. Збагачення — флотацією. Концентрат — сировина для фосфорних добрив. Особливу проблему являють диктионемові сланці розкриву, що мають схильність до самозаймання у відвалах. В кінці XX ст. розглядається можливість поновлення видобутку фосфоритів в обсязі 0,8-1,1 млн т/рік з виробництвом 52-72 тис. т конц-тів із вмістом Р[2]О[5] 33% при середньому початковому 10,6% [Mining J. — 1999. — Annual Rev.].
Рідкісні метали. Фірма Silmet, естонський виробник рідкісних металів, має намір разом з Ловозерським ГЗК (що контролюється фірмою «Севредмет») почати виробку лопаритового концентрату, який постачатиметься в Росію. Заплановані обсяги вироблення концентрату — до 1 000 т/місяць.
Промисловість нерудних будівельних матеріалів веде видобуток піску і піщано-гравійної суміші; глин; вапняків і доломіту; облицювального доломіту. Вапняки придатні для целюлозно-паперової промисловості і виробництва силікальциту (родов. Падізе, Паемурруд і Румму). Найбільше підприємство — Талліннський завод нерудних буд. м-лів.

## Наукові установи, підготовка кадрів, друк
Наук. дослідження в галузі геології та гірничих наук ведуться в Інституті геології Ест. НАН (засн. в 1947); Тартуському університеті (засн. в 1802); Інституті інж. досліджень (1980); Талліннському технічному університеті (1989). Підготовка геол. кадрів та гірничих інженерів — в Талліннському та Тартуському технічному університетах. Питання геології і гірн. справи висвітлюються у «Вістях Ест. НАН. Хімія. Геологія» (1967–1977) і журн. «Геологія» (з 1978), «Трудах по геології» Талліннського університету (з 1959) і «Горючі сланці» (з 1984).